# 비공개대상 개인정보 사건
비공개대상 개인정보 사건(2009헌바258)는 대한민국 헌법재판소 판례이다.

## 사실관계
청구인은 서초구청장에게 향측판독 및 처리조서의 열람 및 복사를 청구하였으나 비공개대상 정부임을 이유로 공개를 거절당하자 서초구청장을 상대로 이 사건 거부처분의 취소를 구하는 소송을 제기하면서 위헌법률심판제청을 신청하였으나 각하되자, 헌법소원심판을 청구하였다.

## 이유

### 명확성의 원칙
'공개'와 '사생활의 비밀 또는 자유'는 명확성의 원칙에 반하지 않는다.

### 알권리 침해 여부
알권리(정보공개청권)은 표현의 자유와 표리일체의 관계에 있고 정보의 공개청구권은 알권리의 당연한 내용이 되는 것이다. 그리하여 알권리는 헌법 제21조에 의하여 직접 보장되고 그 밖에도 국민주권주의, 인간의 존엄과 가치, 인간다운 생활을 할 권리와도 관련이 있다. 국민의 알권리와 개인정보 주체의 사생활의 비밀의 자유가 서로 충돌한다.
정보공개청구권은 알권리의 당연한 내용이며, 알권리는 헌법 제21조의 표현의 자유에 당연히 포함되는 기본권으로서 개인의 자유권적 기본권에 해당하고, 헌법 제17조의 사생활의 비밀과 자유 또는 개인의 자유권적 기본권에 해당하므로 국민의 알권리와 개인정보 주체의 사생활의 비밀의 자유 중 어느 하나를 상위 기본권이라고 하거나 어느 쪽이 우월하다고 할 수는 없을 것이다.
따라서 상충하는 기본권 모두가 최대한으로 그 기능과 효력을 발휘할 수 있도록 조화로운 방법을 모색하여야 한다.

## 참고 문헌
- 2009헌바258